# 浮孔村
浮孔村（うきあなむら）は奈良県北西部、北葛城郡に属していた村。現在の大和高田市南部、浮孔駅周辺に相当する。

## 歴史
- 1889年（明治22年）4月1日 - 町村制の施行により、三倉堂村、東中村、曽大根村、勝目村、田井村、今里村、今里村川合方が合併し、浮孔村となる。
- 1897年（明治30年）4月1日 - 所属郡を北葛城郡に変更。
- 1901年（明治34年）4月1日 - 一部（大字三倉堂）を高田町へ編入。
- 1941年（昭和16年）1月1日 - 磐園村とともに高田町へ編入。同日浮孔村廃止。

## 交通
- 関西急行鉄道
  - 天王寺線
    - 高田町駅 - 浮孔駅